# Прокопенко, Павел Александрович
Па́вел Алекса́ндрович Прокопе́нко (род. 24 сентября 1987) — российский легкоатлет, специалист по прыжкам с шестом. Выступал за сборную России по лёгкой атлетике в 2000-х годах, чемпион Европы среди молодёжи, участник чемпионата мира в Осаке.

## Биография
Павел Прокопенко родился 24 сентября 1987 года в Москве.
Занимался лёгкой атлетикой под руководством тренера Владимира Ильича Шульгина, представлял МГФСО.
Активно выступал на различных всероссийских соревнованиях начиная с 2004 года.
Впервые заявил о себе на международном уровне в сезоне 2006 года, когда вошёл в состав российской национальной сборной и выступил на юниорском мировом первенстве в Пекине, где занял в программе прыжков с шестом пятое место.
Наивысшего успеха в своей спортивной карьере добился в 2007 году, когда с личным рекордом в 5,75 метра одержал победу на молодёжном европейском первенстве в Дебрецене. Благодаря этой победе удостоился права защищать честь страны на взрослом чемпионате мира в Осаке — провалил все три попытки на предварительном квалификационном этапе и в финал не вышел.
В 2008 году стал чемпионом Москвы среди молодёжи, был вторым на Кубке России в Туле.
В 2009 году отметился выступлением на молодёжном европейском первенстве в Каунасе, где так же не преодолел квалификацию.
Завершил спортивную карьеру по окончании сезона 2010 года.